# Jamie Draven
Jamie Draven, all'anagrafe Jamie Donnelly (Manchester, 14 maggio 1979), è un attore britannico.

## Biografia
Nasce nel distretto meridionale di Wythenshawe, a Manchester. È L'ultimo di tre figli, dopo John e Jason, avuti dalla madre Kath. All'inizio pensa di diventare un calciatore ma, all'età di 16 anni, rivolge la sua attenzione alla recitazione. Si trasferisce a Londra e a 19 anni cambia il suo nome in Jamie Draven. Contemporaneamente ottiene un ruolo importante in Butterfly Collector, mentre in diverse occasioni lavora con l'attrice Alex Reid. 
È famoso soprattutto per il ruolo di Tony Elliot, lo spavaldo fratello maggiore del piccolo Billy, nel film del 2000 Billy Elliot. Partecipa alla serie televisiva Ultimate Force, trasmessa tra il 2002 ed il 2008, nella quale ricopre il ruolo di Jamie Dow, e a Residue (2015), dove ricopre il ruolo di Levi Mathis. È protagonista del film Jetsma insieme con Alex Reid: interpretano rispettivamente i ruoli di Kemp e Grace. Nel 2019 interpreta il ruolo di Ian Summers nella serie televisiva Giri / Haji - Dovere / Vergogna.